# QuAUDIOPHILIAc
QuAUDIOPHILIAc je kompilační album, sestavené z hudby Franka Zappy, vydané v roce 2004 v Zappa Family Trust. Album obsahuje nahrávky ze 70. let 20. století.

## Seznam skladeb
| Pořadí         | Název                                       | Délka |
| -------------- | ------------------------------------------- | ----- |
| 1.             | Naval Aviation in Art?                      | 1:34  |
| 2.             | Lumpy Gravy                                 | 1:05  |
| 3.             | Rollo                                       | 6:00  |
| 4.             | Drooling Midrange Accountants on Easter Hay | 2:15  |
| 5.             | Wild Love                                   | 4:07  |
| 6.             | Ship Ahoy                                   | 5:47  |
| 7.             | Chunga Basement                             | 11:48 |
| 8.             | Venusian Time Bandits                       | 1:54  |
| 9.             | Waka/Jawaka                                 | 13:23 |
| 10.            | Basement Music #2                           | 2:43  |
| Celková délka: | Celková délka:                              | 50:36 |

## Sestava
- Frank Zappa – kytara, zpěv
- Mike Altschul – basklarinet, basflétna, pikola, bas saxofon, tenor saxofon
- Napoleon Murphy Brock – zpěv
- Adrian Belew – kytara
- Max Bennett – baskytara
- Terry Bozzio – bicí, zpěv
- Billy Byers – pozoun, baskřídlovka
- Alex Dmochowski – baskytara
- George Duke – klávesy
- Aynsley Dunbar – bicí
- Roy Estrada – baskytara
- Tom Fowler – baskytara
- Andre Lewis – klávesy
- Ed Mann – perkuse
- Sal Marquez – trubka, křídlovka
- Tommy Mars – klávesy, zpěv
- Patrick O'Hearn – baskytara
- Kenny Shroyer – pozoun, baskřídlovka
- Chester Thompson – bicí
- Ian Underwood – klávesy